# Mesocoelus
Mesocoelus är ett släkte av steklar. Mesocoelus ingår i familjen bracksteklar.
Kladogram enligt Catalogue of Life:
| Mesocoelus | \| \| Mesocoelus acrocercopis \| \| \| \| \| \| Mesocoelus laeviceps \| \| \| \| |
|            | \| \| Mesocoelus acrocercopis \| \| \| \| \| \| Mesocoelus laeviceps \| \| \| \| |
|            | Mesocoelus acrocercopis                                                          |
|            |                                                                                  |
|            | Mesocoelus laeviceps                                                             |
|            |                                                                                  |